# 印第安納號戰艦 (BB-58)
印第安納號戰艦（舷號BB-58）是一艘隸屬於美國海軍的戰艦，為南達科他級戰艦 (1941年)的二號艦。她是美軍第四艘以印第安納州為名的軍艦。
印第安納號在1939年按照第二次文森法案（Second Vinson Act）開始建造，於1941年下水，並在1942年服役，其時美國已正式參與第二次世界大戰。接著印第安納號前往太平洋戰區，掩護美國航空母艦參與瓜達爾卡納爾島戰役及所羅門群島戰役。1943年起印第安納號接連參與吉爾伯特及馬紹爾群島戰事及馬里亞納群島及帛琉戰事，卻在菲律賓海海戰後返回美國維修，而錯過雷伊泰灣海戰。維修後印第安納號重返前線，並先後參與硫磺島戰役及沖繩戰役。日本投降後，印第安納號協助美軍佔領日本，然後返國待命。1947年印第安納號退役，並在1962年除籍，最後在1963年出售拆解。
印第安納號在二戰共獲得九枚戰鬥之星。